# حزب مشروع البلاد
مشروع البلاد (بالإسبانية : Proyecto País) هو حزب سياسي في بيرو. في الانتخابات التشريعية التي أجريت في 8 أبريل 2001، فاز الحزب بنسبة 1.6 ٪ من الأصوات الشعبية ولم يحصل على إي مقعد في مجلس الشيوخ. فاز مرشحه الرئاسي في انتخابات نفس اليوم، ماركو أنطونيو أروناتيغوي سيفالوس، بنسبة 0.8 ٪ من الأصوات.
في الانتخابات التشريعية التي أجريت في 9 أبريل 2006، فاز الحزب بأقل من 1 ٪ من الأصوات الشعبية ولم يحصل على أي مقعد في مجلس الشيوخ.